# Ролс-Ройс Мотор Карс
Ролс-Ройс Мотор Карс (на английски: Rolls-Royce Motor Cars Ltd.)) е английска компания, подразделение на БМВ, специализирана в производството на автомобили от клас лукс с марката Ролс-Ройс. Първият модел е създаден през 1904 г. и е в промишлено производство от 1906 г.
Автомобилите с марката Rolls-Royce са произвеждани от 3 последователно създадени компании:
- Ролс-Ройс Лимитид (1906 – 1972 г.)
- Ролс-Ройс Моторс (1973 – 2003 г.) – от 1980 до 1998 г. собственик на тази фирма става британската Vickers, след което Ролс-Ройс Моторс става дъщерна фирма на Фолксваген и от 2003 г. е преименувана на Бентли Моторс Лимитид.
- Ролс-Ройс Мотор Карс (от 2003 г.) – фирмата е образувана като дъщерна на БМВ, която фирма печели правото да произвежда автомобили с марката Ролс-Ройс  и да ползва логото на луксозния автомобил,[2] докато Volkswagen продължава производството на Bentley.

В 1931 г. Ролс-Ройс придобива чрез изкупуване конкурентната фирма Бентли, която не могла да се справи с Голямата депресия. Оттогава до 2002 г. автомобилите „Ролс-Ройс“ и „Бентли“ са много често еднакви, с изключение на радиаторната решетка и някои дребни детайли.
Автомобилите „Ролс-Ройс“ са едни от най-скъпите автомобили в света и в масовата култура се свързват с богати и преуспели личности. Голяма част от екземплярите са специална поръчка, целяща придобиването на автомобил с максимален лукс в купето и престиж.
Освен на лукс, името „Ролс-Ройс“ също е символ на качество и надеждност. Точно затова, с малки изключения, фирмата отбягва да продава лицензи на разни производители, защото се опасява, че качеството и надеждността на даденото изделие ще спаднат и така ще пострада нейното реноме.
Автомобилите „Ролс-Ройс“ са популярни и с емблематичната си статуетка, наречена Spirit of Ecstasy („Духът на екстаза“), монтирана върху предния капак на автомобила.

## Самолетни двигатели
През Първата световна война фирмата „Ролс-Ройс“ произвежда и самолетни двигатели, като в 1920 г. това производство преобладава над автомобилното. Поредните модели двигатели носят имената на хищни птици: Eagle (орел), Hawk (ястреб), Falcon (сокол), Condor (кондор). Най-успешният двигател Merlin (малък сокол, чучулигар) се появява в 1935 г. и е възприет в редица самолети: Хоукър Хърикейн, Спитфайър, Де Хавиланд Москито (двумоторен), Авро Ланкастър (четиримоторен), Vickers Wellington (двумоторен). През Втората световна война американската автомобилна фирма „Пакард“ купува лиценз за производство на двигателя Merlin, с който се заменя първоначалният двигател на самолета P-51 Mustang. Така този знаменит изтребител се превръща в „Кадилака на небесата“ и вероятността пилотите да оживеят в бойни ситуации значително се повишила.
Произведени са общо над 160 000 двигателя Merlin.
Постепенно към двигателите за витлови самолети са добавени производство на двигатели за хеликоптери и производство на дизелови двигатели за трактори, тежки камиони, локомотиви и морски съдове. Разработката на реактивни двигатели за самолети обаче се оказва „голяма хапка“ за фирмата и тя закъсва финансово, след което правителството решава да я национализира в 1971 г. Следва отделяне на автомобилното производство в отделна фирма – Ролс-Ройс Моторс през 1973 г., а през 1987 г. при правителството на Маргарет Тачър производството на двигатели отново е приватизирано от фирма Rolls-Royce plc.

## Галерия
- Оригинален Rolls-Royce от 1905 г.
- „Spirit of Ecstasy“ на капака на Silver Shadow от 1971 г.
- Моделът RollsRoyce Sedanca de Ville от 1934 г.
- Моделът Rolls-Royce Silver Dawn 4-Door Saloon от 1954 г.
- Моделът Rolls-Royce Silver Shadow II от 1979 г.
- Rolls-Royce на улица в Ню Йорк (1981 г.)
- Моделът Rolls-Royce Camargue от 1982 г.
- Моделът Rolls-Royce Silver Seraph
- Моделът Rolls-Royce Silver Spur от 1994 г.
- Rolls-Royce 200EX
- Rolls-Royce Phantom
- Двигателят на Rolls-Royce Phantom
- Rolls-Royce Phantom VIII
- Rolls-Royce Ghost
- Rolls-Royce Cullinan, първия SUV на марката
- Rolls-Royce Spectre